# Strephonota
Strephonota is een geslacht van vlinders uit de familie van de kleine pages, vuurvlinders en blauwtjes (Lycaenidae).

## Soorten
- Strephonota acameda (Hewitson, 1867)
- Strephonota adela (Staudinger, 1888)
- Strephonota agrippa (Fabricius, 1793)
- Strephonota ambrax (Westwood, 1851)
- Strephonota azurinus (Butler & Druce, 1872)
- Strephonota bicolorata Faynel, 2003
- Strephonota carteia (Hewitson, 1870)
- Strephonota cyllarissus (Herbst, 1800)
- Strephonota elika (Hewitson, 1867)
- Strephonota ericeta Hewitson, 1867
- Strephonota falsistrephon Faynel & Brévignon, 2003
- Strephonota foyi (Schaus, 1902)
- Strephonota jactator Druce, 1907
- Strephonota malvania (Hewitson, 1867)
- Strephonota parvipuncta (Lathy, 1926)
- Strephonota perola (Hewitson, 1867)
- Strephonota porphyritis (Druce, 1907)
- Strephonota pulchritudo (Druce, 1907)
- Strephonota purpurantes (Druce, 1907)
- Strephonota sphinx (Fabricius, 1775)
- Strephonota strephon (Fabricius, 1775)
- Strephonota syedra (Hewitson, 1867)
- Strephonota tephraeus (Hübner, 1837)
- Strephonota trebonia (Hewitson, 1870)
- Strephonota tyriam (Druce, 1907)